# Czerwionka (gmina)

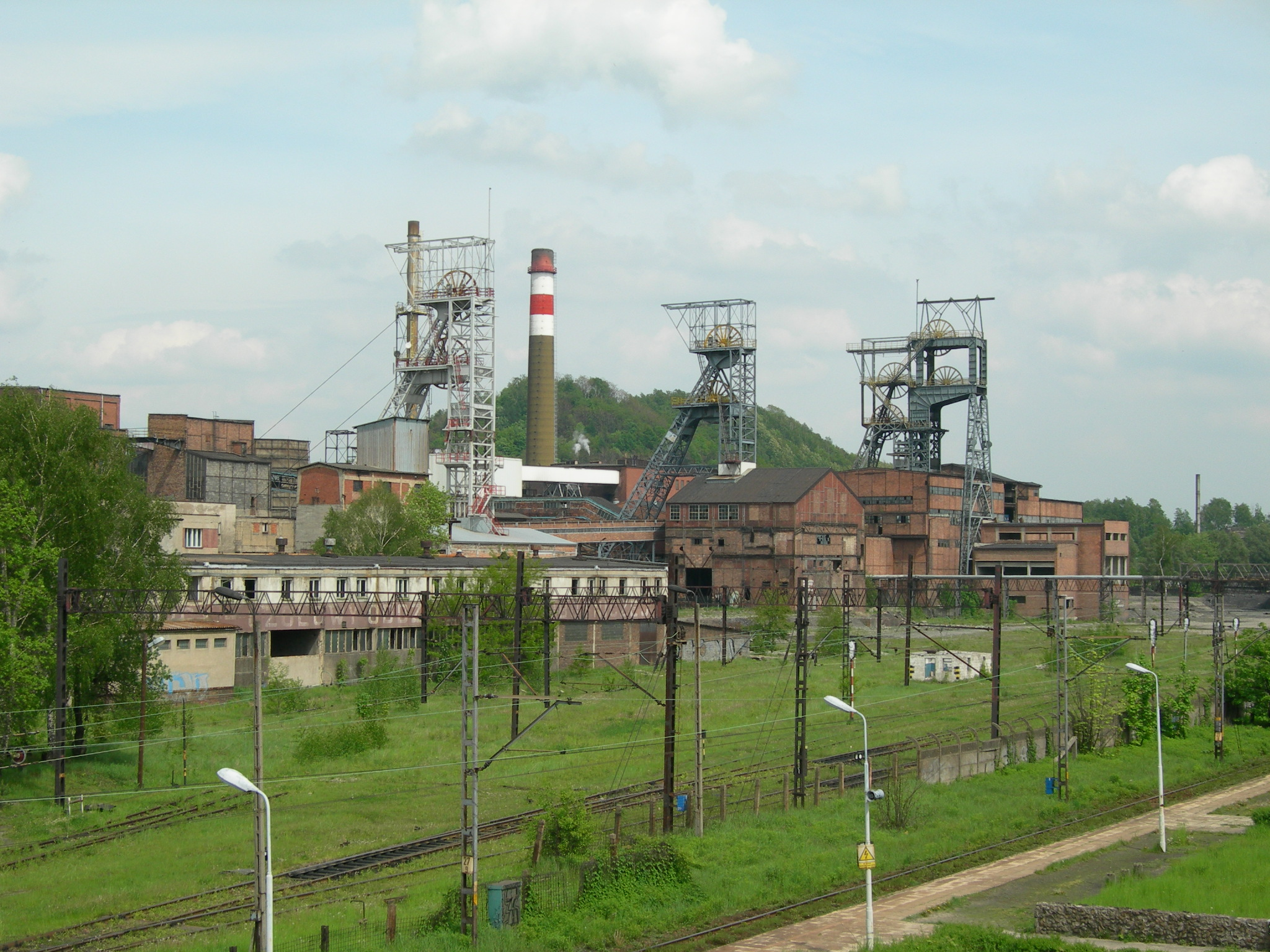
Czerwionka

Czerwionka – dawna gmina wiejska istniejąca w latach 1945–1954 w woj. śląskim, katowickim i stalinogrodzkim (dzisiejsze woj. śląskie). Siedzibą władz gminy była Czerwionka (obecnie dzielnica Czerwionki-Leszczyn).
Gmina zbiorowa Czerwionka powstała w grudniu 1945 w następstwie reformy gminnej w powiecie rybnickim w woj. śląskim (śląsko-dąbrowskim). Według stanu z 1 stycznia 1946 gmina składała się z 2 gromad: Czerwionka i Czuchów. 6 lipca 1950 zmieniono nazwę woj. śląskiego na katowickie, a 9 marca 1953 kolejno na woj. stalinogrodzkie.
Według stanu z 1 lipca 1952 gmina składała się już tylko z samej Czerwionki i nie była podzielona na gromady. Gmina została zniesiona 29 września 1954 wraz z reformą wprowadzającą gromady w miejsce gmin. Czerwionka uzyskała później status osiedla (13 listopada 1954) i miasta (18 lipca 1962). 27 maja 1975 miasto stało się częścią Leszczyn (przemianowanych w 1992 roku na Czerwionka-Leszczyny).